# いいひと。
『いいひと。』は、高橋しんによる日本の漫画作品、および同作品を原案とした日本のテレビドラマ。『ビッグコミックスピリッツ』（小学館）にて1993年18号から1998年50号まで連載された。漫画単行本は『ビッグコミックス』（小学館）から全26巻が発売され（後に小学館文庫で全18巻刊行）、他に後日談を集めた短編集が1巻存在する。

## 概要
底抜けの「いいひと」北野優二（以下、作中表記に準じ「ゆーじ」と表記）と、目の前に現れた「いいひと。」の存在に触発され（あるいは感化され、あるいは反発し、あるいは変わらないまま）ながら生きる、たくさんの人々の物語である。
長編漫画において、各エピソード単位の中心的なキャラクターというものが存在し、全編の主人公はそれらエピソード内では狂言回し的な存在になっている、という構成をとる作品は珍しくない。しかし、作者である高橋によれば、この作品の方向付けを固めた時点（具体的には3巻5話＝通算27話目から始まる、いわゆる「LCチーム編」）以後、積極的にそのような構成をとった、すなわち各エピソード毎の主人公を設定し、全編の主人公であるはずのゆーじは「媒体」として位置づけた、とのことである。なお、タイトルの『いいひと。』に“。”がついているのは、「いいひと」が主人公のゆーじ個人だけを指すのではなく、登場人物みんなに呼びかける言葉にしたいから、という作者の願いによるものである。各話サブタイトルは大体アーティストの曲名やアルバム名などが元ネタになっていることが多い。
2011年3月26日には作者の公式サイトで東日本大震災への精神的支援として、小学館から許可を取った上で期間限定で「神戸・震災復興編」の再編集版である『いいひと。+…and I still remember.〜これから。』（PDF版）が無料配信された。また第1話の再編集版も配信されており、同年4月11日には第2期配信、同年5月11日には第3期配信も行われた。その後も不定期に配信が行われている。

### 漫画連載終了とドラマ化作品の関係
当初は原作者・高橋しんが「原作」としてエンディングのスタッフロールでテロップされていたが、原作者が要求した内容が守られなかったために「原案」に変更された。
原作者は単行本最終巻の著者あとがきにおいてドラマ版が連載終了の直接の原因であると明言している。ドラマ化の条件として、ゆーじと妙子のキャラクターを変えないことを定めていたが、実際放送されたものでは改変されてしまっていたため、原作読者の中の「いいひと。」を守ることと、原作読者に切ない思いをさせてしまった作者の責任として、終了を決断したとされている。同あとがきの記述によると、ドラマが原作とかけ離れた理由は、現場が走りすぎたのを関西テレビのプロデューサーが抑えられなかったためとのことである。
ただしドラマ自体の視聴率は高く市販されたDVDのセールスも高い。後述のように本作でドラマアカデミー賞主演男優賞を受賞しており草彅の出世作ともなった。

## あらすじ
ゆーじは北海道出身の青年で、高校・大学と陸上部の長距離走選手だった自分に夢を見させてくれた愛用のシューズの販売元、国内最大手のスポーツ用具メーカー「ライテックス」が好きだからと、上京して同社の面接を受ける。持ち前のお人好しぶりから様々な厄介事に巻き込まれて面接に遅刻したり、紆余曲折を経ながらも入社を果たす。そして入社後、新入社員を代表してスピーチを行うが、その場面で社長に苦言を呈す。その後、様々な思惑により、様々な部署を異動することになるが、最初は不審がられたり反感を持たれたりしながらも、持ち前の人の好い性格で周りの人の心を動かしていく。

## 登場人物
北野優二（きたの ゆうじ）
とても楽観的な青年。通称「ゆーじ」。いつも変わらずいいひとであり、まわりのみんなの「いいひと。」な自分を目覚めさせていく。ポリシーは「自分の周りの人の幸せが自分の幸せ」。糸のように細い目がトレードマーク。
LCチーム→営業本部第一営業部→販売促進事業部陸上競技販促課係長代理補佐/富士野大学陸上部監督→（作ってみます課）→社長室付秘書課係長代理→人事企画室課長待遇→（A-50プロジェクトリーダー）→第一営業本部新規コンシューマー企画室長
桜妙子（さくら たえこ）
ゆーじの2歳下の彼女。札幌在住の大学生→ファミリーレストランアルバイト→自営業（ゆーじの手伝い兼店番）。高校時代はゆーじが所属する陸上部のマネージャーだった。ゆーじのよき理解者であり、ゆーじとの遠距離恋愛を貫徹する。
城山清七郎（しろやま せいしちろう）
ライテックス人事部長。面接に大遅刻してきたゆーじに呆れながらも（その後、家族や社員達がゆーじに道行に助けられており、そのせいで遅刻したことを知ったこともあってか）採用。研修後に急遽ゆーじの本社配属が決まったため社員寮の部屋の手配が間に合わず、自宅に下宿させる羽目に。部下に厳しい性格で、特にゆーじに対しては面接時の印象もあってか当初から「お前」と呼ぶなど、ややきつい態度で接する。娘の真理子や孫のみち子には甘い。
城山みち子（しろやま みちこ）
城山部長の孫で、幼稚園児。愛称「みっちゃん」。ゆーじが面接を受けに上京する日、母親共々飛行機のチケットを譲ってもらった。物心つく前に父親を過労死で喪っており、ゆーじを「パパ」と呼んで慕う。後に描かれた番外編の短編漫画『さよなら、パパ。』（いいひとの外伝短編集の表題作）、および『さよなら、パパ。14歳』の主人公は、みち子である。
城山真理子（しろやま まりこ）
城山部長の娘であり、みち子の母親。ゆーじに対し、過労死で亡くなった夫の面影を重ねてしまう自分に戸惑う。主人を亡くした悲しみからは立ち直ることが出来たが、後に……。
岩倉健之介（いわくら けんのすけ）
ライテックス創業者。社長でありながら電車通勤している。入社式の日、親切心とはいえ自分を年寄り扱いした失礼な青年（ = ゆーじ）が新入社員代表挨拶をしたことに驚き激怒するが、（利害が一致したのか）何とかその場は収める。最大手スポーツメーカー、ライテックスの創業者という自負が強いのか、権力志向が強く最後まで作中でその座を譲ることはなかった。その影には頭脳明晰な謎の秘書、令子の存在も大きかったようである。
反町（そりまち）
ライテックス副社長にして人事担当重役。新人研修初日の挨拶に出席するために乗ったタクシーが脱輪し、ゆーじに助けられる。己が野望の捨て駒としてゆーじの人事を動かし、ゆーじの「いいひと」さに動じることがない。実はゆーじの父親と関わりが深い人物らしいが、遂に本編でそれが語られることはなかった。
二階堂千絵（にかいどう ちえ）
ライテックス人事部主任。東大文学部社会心理学科首席卒業。一見エリート才女のように見えるが、結構ドジな面もある。電車内で、面接に向かうゆーじを痴漢と間違えたりなどトラブルメーカー的存在になることもあるが、突拍子もないゆーじの言動を危なっかしくて放っておけないのか、何かとゆーじに積極的に協力している。
稲葉健一（いなば けんいち）
ゆーじの同期。別枠で採用されたエリート。ライテックス花形部署の東京本社第一営業部所属。女好きでマイペースの個人主義者。時々（不本意ながらも）ゆーじの行動に巻き込まれ、結果的にゆーじのフォローをすることもある。
木田伸之介
ゆーじの一つ下の新入社員。販売促進事業部業務課に配属されるも、理想と現実の違いに重度の五月病に陥る。かまってくれる（自分に仕事を振ってくれる）ゆーじに懐き、「作ってみます課」で水陸両用水着「Aqua Air」の開発に携わる。
小鴨奈緒美
ゆーじの一つ下の新入社員。事務希望だったが第一営業部に配属、トレーナーは稲葉。木田に好意を抱いており、共に「作ってみます課」で水陸両用水着「Aqua Air」の開発に携わる。
野島はるこ
秘書課員。ゆーじと共に岩倉健太付きの秘書となる。
かつては体操競技の床でオリンピック出場経験もあるが、団体競技として好きではないあん馬などを強要されて故障。今でも側方宙返りなどは宴会芸として披露できる。
岩倉健太
岩倉健之介の次男。通称、社長Jr（ジュニア）。かつては、城山真理子、および真理子の亡夫である鈴木とも同僚であった。
ライテックス・アメリカより帰国するが、アメリカ滞在中に人嫌いと菓子類の過食がたたって真理子や城山部長も識別できないくらいにぽっちゃり体型になっている。
副社長の企みで、社内リストラを断行する人事企画室の室長にしたてあげられる。

## テレビドラマ
『いいひと。』のタイトルで1997年4月15日から6月24日まで毎週火曜日22時 - 22時54分に、関西テレビ企画・制作でフジテレビ系の「火曜22時の連続ドラマ」枠で放送された。全11回。主演は草彅剛。
草彅にとってはドラマ初主演作となり、第13回ザテレビジョンドラマアカデミー賞主演男優賞を受賞している。
同クールにフジテレビで放送していた木村拓哉主演のドラマ『ギフト』とのコラボで、『いいひと。』第8話に木村が出演し、『ギフト』第7話に草彅が出演した。他に中居正広や香取慎吾も本作に友情出演している。

### あらすじ
北野優二は、まれにみる「いいひと」。「私の周りの人の幸せが、私自身の幸せです」を信念に、それを実行する男である。困っている人がいたら、助けなくてはいられない。優二は、ライテックスのシューズが大好きで、そのシューズのおかげで夢を見ることができたと思っている。
今度は、自分がライテックスに入社して、夢を与える側になると決心して、ライテックスの入社試験へ臨む。合格し入社が決定した。本社で一生懸命仕事をする優二。そんな優二の一生懸命さが、所属している課内に浸透していき、皆で1つのシューズを開発する。それは、ペットボトルを再利用した透明シューズ「シンデレラ」。一致団結して、自信を持って役員達にプレゼンしようとしていたが、稲葉に企画を盗まれてしまう。それでもあきらめない優二。
そんな中、優二は駅伝チームと出会う。優二は駅伝チームを助けることになり、チームは大会へ出場できるようになった。そして、駅伝チームは「シンデレラ」を履いて出場してくれることになる。しかし、稲葉は認められていないシューズを履いて出場することは許さないと妨害する。しかも、メンバーの一人がケガをし、皆が絶望する中、優二は一人、夢を持ち続ける。

### キャスト
- 北野優二：草彅剛
- 二階堂千絵：財前直見
- 桜妙子：菅野美穂
- 上村洋介：細川茂樹
- 山下恵利：矢部美穂
- 城山未知：野村佑香
- 稲葉健一：京本政樹
- 橋本部長：鶴田忍
- マスター：梶原善
- 尾崎紀子：宝積有香
- 岩倉健之介：八名信夫
- 城山真理子：片平なぎさ
- 城山清七郎：伊東四朗

#### ゲスト
第1話
- 中居正広（友情出演）

第2話
- 高橋克実

第3話
- スティーブン・ヘインズ
- 伊藤俊人

第4話
- 斉藤暁
- 磯村千花子

第5話・6話
- 林田真紀：竹内結子

第7話
- 山岡士郎：唐沢寿明（友情出演）

第8話
- 早坂由紀夫：木村拓哉（友情出演）

最終話
- 香取慎吾（友情出演）

### スタッフ
- 原案：高橋しん
- 企画：濱星彦
- 脚本：田辺満、中谷まゆみ、三上幸四郎、樫田正剛
- 音楽：本間勇輔
- 主題歌：SMAP「セロリ」（ビクターエンタテイメント）
- オーケストレーション：丸山和範
- 音楽製作：江崎友淑
- プロデューサー：稲田秀樹、大平雄司
- プロデューサー補：守屋圭一郎
- 演出：星護、村上正典、加門幾生
- 演出補：加門幾生、都築淳一、高橋伸之
- 演出助手：小山田雅和、三宅喜重
- タイトルデザイン：ベイブリッジスタジオ
- 制作：共同テレビ、関西テレビ

### 放送日程
| 各話                                                      | 放送日  | サブタイトル                                             | 脚本              | 演出     | 視聴率 |
| --------------------------------------------------------- | ------- | -------------------------------------------------------- | ----------------- | -------- | ------ |
| 第1話                                                     | 4月15日 | 都会は忙しい! 純情すぎる男東京へゆく!!                   | 田辺満            | 星 護    | 24.6%  |
| 第2話                                                     | 4月22日 | 研修はつらいよ、走れ! ゆーじ!!                           | 田辺満 三上幸四郎 | 村上正典 | 18.7%  |
| 第3話                                                     | 4月29日 | はじめてのお仕事                                         | 田辺満            | 星 護    | 20.6%  |
| 第4話                                                     | 5月06日 | ハンパ課夢の新商品                                       | 中谷まゆみ        | 村上正典 | 18.5%  |
| 第5話                                                     | 5月13日 | 新入社員走る! 出張ですッ!!                               | 田辺満            | 星 護    | 17.3%  |
| 第6話                                                     | 5月20日 | 北海道の恋人、上京す                                     | 田辺満            | 村上正典 | 18.0%  |
| 第7話                                                     | 5月27日 | 閉じこめられた女                                         | 田辺満 三上幸四郎 | 加門幾生 | 18.5%  |
| 第8話                                                     | 6月03日 | 絶体絶命の大ピンチ!                                      | 中谷まゆみ        | 村上正典 | 19.8%  |
| 第9話                                                     | 6月10日 | 一発大逆転                                               | 樫田正剛          | 星 護    | 20.3%  |
| 第10話                                                    | 6月17日 | ついに誕生! シンデレラ                                   | 中谷まゆみ        | 村上正典 | 20.2%  |
| 最終話                                                    | 6月24日 | 走れ! 透明シューズに夢を乗せて… 愛と涙と感動のラストラン | 田辺満            | 星 護    | 23.2%  |
| 平均視聴率20.4%（視聴率は関東地区・ビデオリサーチ社調べ） |         |                                                          |                   |          |        |

- 第1話は22時 - 23時14分の20分拡大。
- 最終話は21時 - 22時54分の拡大放送。

### 受賞
- 第13回ザテレビジョンドラマアカデミー賞[3][4]
  - 主演男優賞（草彅剛）
  - 監督賞（星護、村上正典、加門幾生）

| 関西テレビ・フジテレビ 火曜22時枠の連続ドラマ | 関西テレビ・フジテレビ 火曜22時枠の連続ドラマ | 関西テレビ・フジテレビ 火曜22時枠の連続ドラマ |
| 前番組                                        | 番組名                                        | 次番組                                        |
| --------------------------------------------- | --------------------------------------------- | --------------------------------------------- |
| 彼 （1997年1月7日 - 3月18日）                 | いいひと。 （1997年4月15日 - 6月24日）        | フェイス （1997年7月1日 - 9月16日）           |